# Apistogramma amoena
Apistogramma amoena es una especie de peces de la familia Cichlidae en el orden de los Perciformes.

## Morfología
Los machos pueden llegar alcanzar los 6,3 cm de longitud total  y las  hembras 6.

## Distribución geográfica
Se encuentran en Sudamérica: tramo del río Amazonas en el Perú.  